# Västkustbanan
56°40′22″ пн. ш. 12°51′57″ сх. д. / 56.6727° пн. ш. 12.8659° сх. д.
Västkustbana (Залізниця Західного узбережжя) — залізнична лінія завдовжки 283 км у Швеції між Гетеборгом і Лундом. 
Одноколійна лінія була побудована в 1888 році як сполучення між кількома приватними залізницями та була націоналізована в 1896 році.

## Історія
У 1876 році Landskrona-Ängelholms Järnväg (LEJ) відкрила дистанцію між Ландскруною та Енгельгольмом. 
Дистанція Біллесгольм — Осторп — Енгельгольм, яка існує й сьогодні, зазвичай використовується лише вантажними поїздами. 
Malmö-Billesholms Järnväg (MBJ) відкрито в 1886 році. 
У 1885 році Skåne-Hallands Järnväg (SHJ) відкрила магістральну лінію Гельсінгборг — Каттарп — Енгельгольм — Гальмстад, яка є частиною Västkustbanan, і гілку Осторп — Каттарп — Геганес, яка нині є частиною Skånebanan. 
Також у 1886 році Mellersta Hallands Järnväg (MHJ) ввела в експлуатацію маршрут між Гальмстадом і Варбергом. 
Найпівнічніша частина від Варберга до Гетеборга була відкрита Göteborg-Hallands Järnväg (GHB) в 1888 році.
У 1896 році MBJ, LEJ, SHJ, MHJ і GHB були націоналізовані, створивши безперервну державну залізничну лінію між Мальме і Гетеборгом. 
У 1930-х роках лінію поступово електрифікували. 

## Розвиток
З 1985 року розпочато будівництво другої колії. 
На 2008 рік 234 км маршруту вже було двоколійним, 56 км – одноколійним. 
Модернізовані дистанції розраховані на максимальну швидкість до 250 км/год. 
Однак система захисту поїздів і поїзди, які зараз використовуються, дозволяють розвивати швидкість лише 200 км/год.
Найдорожчою дистанцією нового будівництва є траса через Галландсос, яка пролягає через тунель. 
Будівництво тунелю Галландсос, розпочате в 1992 році, неодноразово відкладалося через проникнення води. 
Введений в експлуатацію в грудні 2015 року. 

Станція Оса була знову відкрита наприкінці 2013 року. 

Розширення двоколійної дистанції Енгельгольм – Гельсінгборг ведеться з 2020 року і планується завершити у 2023 році. 

 
Інша одноколійна дистанція проходить через місто Варберг.
Одноколійну залізничну колію через місто Варберг замінять на двосмуговий тунель, який проходить під містом. 

Його будівництво почалося у 2019 році та планується завершити у 2024 році. 